# Helgeroa/Nevlunghamn
Helgeroa/Nevlunghamn är en tätort i Larviks kommun i Vestfold fylke i sydöstra Norge. Orten ligger där fylkesväg 301 och fylkesväg 302 möts, sydväst om kommunens centralort Larvik. Den omfattar bebyggelse i de båda sammanväxta orterna Helgeroa och Nevlunghamn.
Tidigare har orterna tillhört dåvarande Brunlanes kommun.